# Winterwerb

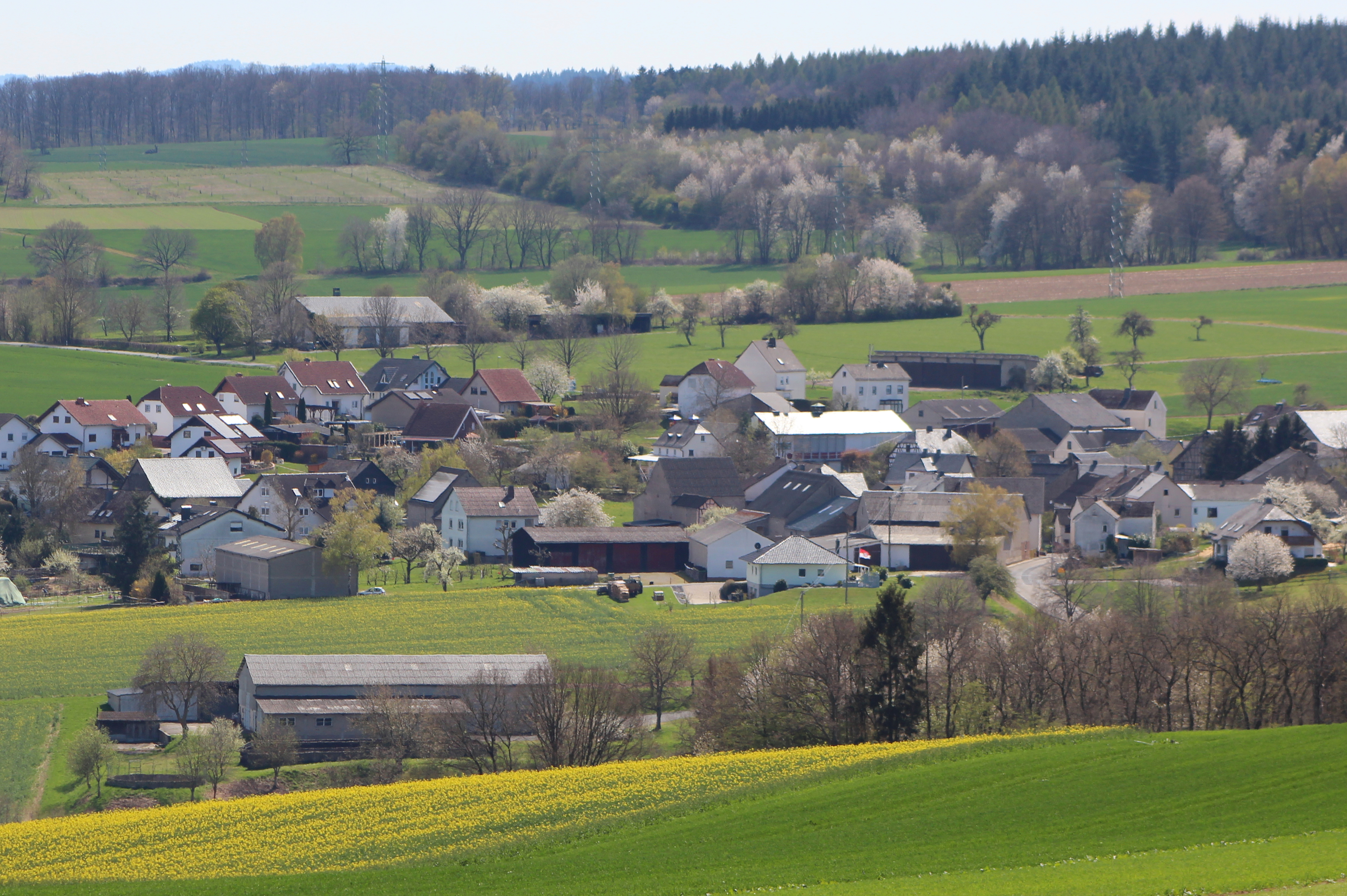
Winterwerb

Winterwerb ist eine Ortsgemeinde im Rhein-Lahn-Kreis in Rheinland-Pfalz. Sie gehört der Verbandsgemeinde Nastätten an.

## Geographie
Winterwerb liegt im westlichen Hintertaunus des Mittelrheintaunus. Östlich von Winterwerb erstreckt sich der landwirtschaftlich genutzte Miehlener Grund.

## Geschichte
Winterwerb wurde erstmals 1353 unter dem Namen „Wynterburn“ urkundlich erwähnt.
Bis zu den Nastätter Rezessen 1775 gehörte der Ort zum Vierherrischen Gericht auf dem Einrich (Hessisches Quartier) und kam aufgrund einer Teilung unter alleinige Herrschaft von Hessen-Kassel. Von 1806 bis 1813 stand die Region und damit auch Winterwerb unter französischer Verwaltung (pays réservé). Im Jahr 1816 kam der Ort in den Besitz des Herzogtums Nassau (Amt Nastätten), das 1866 infolge des sogenannten Deutschen Krieges vom Königreich Preußen annektiert wurde.
Nach dem Ersten Weltkrieg war Winterwerb bis zum Abzug der Franzosen 1929 besetzt, nach dem Zweiten Weltkrieg war es ebenfalls in der französischen Besatzungszone.
Seit 1946 ist der Ort Teil des Landes Rheinland-Pfalz.
Bevölkerungsentwicklung
Die Entwicklung der Einwohnerzahl von Winterwerb, die Werte von 1871 bis 1987 beruhen auf Volkszählungen:
| Jahr | Einwohner |
| 1815 | 108       |
| 1835 | 124       |
| 1871 | 112       |
| 1905 | 116       |
| 1939 | 135       |
| 1950 | 151       |

| Jahr | Einwohner |
| 1961 | 165       |
| 1970 | 159       |
| 1987 | 136       |
| 1997 | 168       |
| 2005 | 186       |
| 2023 | 153       |

## Politik

### Gemeinderat
Der Gemeinderat in Winterwerb besteht aus sechs Ratsmitgliedern, die bei der Kommunalwahl am 9. Juni 2024 in einer Mehrheitswahl gewählt wurden, und – wenn wieder ernannt – dem (neuen) ehrenamtlichen Ortsbürgermeister als Vorsitzendem.

### Bürgermeister
Das Amt ist vakant. Letzter Ortsbürgermeister von Winterwerb war Gerhard Luhofer. Bei der Direktwahl am 26. Mai 2019 wurde er mit einem Stimmenanteil von 94,29 % wiedergewählt. Luhofer war 2018 einstimmig vom Gemeinderat zum Nachfolger von Stephan Minor gewählt worden. Bei der Direktwahl am 9. Juni 2024 trat Luhofer nicht erneut an. Da auch kein anderer Wahlvorschlag eingereicht wurde, obliegt die Neuwahl des Bürgermeisters gemäß rheinland-pfälzischer Gemeindeordnung dem Rat der Gemeinde. Da dieser auf seiner konstituierenden Sitzung am 3. Juli 2024 keinen Bewerber fand, wurde mit Wirkung zum 1. August 2024 von der Verbandsgemeinde Angela Michel als Vertretungsbeauftragte bestellt. Sie wird bis zur Ernennung eines neuen Ortsbürgermeisters dessen Aufgaben ausführen.

## Verkehr
Winterwerb hatte einen Haltepunkt an der Bahnstrecke Oberlahnstein–Nastätten der Nassauischen Kleinbahn.